# PC Fútbol 5.0
PC Fútbol 5.0 è un videogioco sportivo manageriale sviluppato da Dinamic Multimedia e pubblicato in Spagna nel gennaio del 1997. È il quinto capitolo della serie PC Fútbol, riguardante la stagione 1996-1997 de La Liga, primo ad essere sviluppato per Windows 95 e ad includere contenuti online, e ultimo ad essere distribuito per MS-DOS.

## Modalità di gioco
Il software era diviso in undici sezioni o modalità:
- Instrucciones (Istruzioni)
- Historia (Storia)
- Base de datos (Database)
- Seguimiento (Monitoraggio)
- Seguimiento manual (Monitoraggio manuale)
- Actualización online (Aggiornamento online)
- Infofútbol
- Partido amistoso (Amichevole)
- Liga manager
- Liga promanager
- Proquinielas

### Liga managereLiga promanager
La modalità Liga manager permetteva al giocatore di giocare con una singola squadra di Primera División, Segunda División o Segunda División B. La modalità Liga promanager era invece una modalità protetta da password, che inizialmente faceva scegliere al giocatore da una cerchia ristretta di squadre di categoria più bassa di Segunda División B; andando avanti nel gioco, squadre di categoria superiore e di posizionamento in classifica crescente venivano rese disponibili se gli obbiettivi stabiliti per la stagione fossero stati raggiunti. Entrambe le modalità offrivano quattro differenti approcci al gioco, con il giocatore che poteva scegliere di essere l'allenatore, il manager, il presidente della squadra, o tutti e tre insieme. Le partite potevano essere giocate o simulate (potevano sia essere guardate, come un filmato, oppure potevano essere descritte dal software tramite statistiche). Per la prima volta nel franchise, un motore con camera in movimento in 3D è stato sviluppato per essere utilizzato nelle modalità Liga manager e Liga promanager, anche se i modelli dei giocatori rimanevano comunque in 2D. Potevano essere utilizzate sia tastiere che joystick, permettendo il multiplayer locale, e fino a venti squadre potevano essere usate in ogni salvataggio.

## Novità rispetto ai capitoli precedenti
Ci furono numerosi cambiamenti e numerose aggiunte rispetto ai precedenti capitoli della serie. I più degni di nota sono i seguenti:
- Introduzione della Segunda División B tra i campionati, insieme a tutte le sue squadre.
- Nuova interfaccia basata su DirectX per Microsoft Windows.
- Migliorie nella simulazione e negli stadi.
- Presenza di allenatori per ruoli specifici e lavori specifici all'interno dello staff, come il fisioterapeuta.
- Migliori possibilità nel mercato, ampliato a squadre europee e sudamericane.

### Squadre
Il gioco includeva per la prima volta nella serie tutte le squadre de La Liga, Segunda División e Segunda División B, per un totale di 122 squadre disponibili nelle modalità Liga manager e Liga promanager. In più, erano incluse tutte le squadre partecipanti alla UEFA Champions League, alla Coppa delle Coppe e alla Coppa UEFA, ad eccezione delle squadre eliminate nei turni di qualificazione di queste ultime due competizioni. Inoltre, era presente una piccola selezione di squadre sudamericane da poter utilizzare nelle amichevoli.

## Sviluppo
Il rilascio di PC Fútbol 5.0 doveva avvenire nell'ottobre 1996, come avvenuto per le precedenti edizioni di PC Fútbol, ma lo sviluppo del più ambizioso capitolo della serie si rivelò essere troppo arduo per il team di programmazione, formato da sole sette persone, e la produzione venne perciò posticipata a dicembre. Nonostante ciò, parte del software diventò Premier Manager 97, gioco pubblicato nel novembre 1996 nel Regno Unito, facente parte della serie Premier Manager di Gremlin Interactive, primo capitolo ad essere sviluppato da Dinamic Multimedia; si tratta effettivamente di una versione meno sviluppata dello stesso PC Fútbol 5.0. La produzione del quinto capitolo di PC Fútbol fu completata a dicembre, e il gioco fu pubblicato nel gennaio 1997. Fu un grande successo commerciale, e vendette 305 000 copie in Spagna.

## Espansioni
Mesi dopo l'uscita del gioco originale, vennero pubblicati diversi aggiornamenti, chiamati eXtensión 1 e eXtensión 2, che aggiornavano i dati del software con le giornate già giocate nella realtà e i colpi di mercato delle squadre. Inoltre, tramite le espansioni vennero aggiunte ulteriori squadre.

## Altre versioni

### PC Calcio 5.0,PC Premier 5.0ePC Fútbol 5.0 Apertura 97
In concomitanza con le espansioni, uscirono anche nuove versioni dello stesso gioco, ovvero PC Calcio 5.0 (versione che permetteva di giocare nella stagione 1996-1997 della Serie A), PC Premier 5.0 (versione basata sulla stagione 1996-1997 della Premier League) e PC Fútbol 5.0 Apertura 97 (basata sul Torneo di Apertura del 1997 della Primera División).

### PC Fútbol 5.0 Edición de Oro
Poco dopo la pubblicazione della eXtensión 2, uscì PC Fútbol 5.0 Edición de Oro, una versione definitiva del gioco che comprendeva nello stesso CD PC Fútbol 5.0 aggiornato con le due espansioni, ma anche PC Calcio e PC Premier.

## Curiosità
Curiosamente, Raúl Martínez, giocatore del Valencia Club de Fútbol Mestalla in Segunda División B, aveva una valutazione base all'interno del gioco (72) molto più alta di qualunque altro giocatore nella sua categoria e poteva essere venduto per qualsiasi cifra, indipendentemente da quanto alta fosse, il che lo rese molto popolare tra i giocatori di PC Fútbol 5.0. Martínez sostiene che, nella stagione seguente a quella nel rilascio del gioco, quando firmò per lo Yeclano Club de Fútbol il suo allenatore ammise che fu proprio tramite la sua valutazione all'interno del gioco che riuscì ad attirare la sua attenzione.